# Барбара Фрітчі (фільм)
«Барбара Фрітчі» (англ. Barbara Frietchie) — американська драма режисера Герберта Блаше 1915 року.

## Сюжет
Старенька в місті Фредерік (штат Меріленд) під час Громадянської війни в США, показує американський прапор, виходячи проти генерала Томаса Дж. Джексона. Фільм засновано на народній казці, яка виникла з поеми Джона Грінліфа Віттьєра.

## У ролях
- місіс Томас Віфф'єн — Барбара Фрітчі
- Мері Майлз Мінтер — Барбара
- Гай Кумбс — капітан Трамбулл
- Фрауні Фраутхольц — Джек Неглі
- Льюїс Сілі — суддя Фрітчі
- Фредерік Хек — полковник Неглі
- Воллес Скотт — Артур Фрітчі
- Анна К. Нілссон — Сью Неглі
- Міра Брукс — Мама Лу
- Чарльз Хартлі — дядько Джо
- Вільям А. Морс — Фред Гелвекс
- Джек Барнс — Том Грін